# Пол Ґілберт
Пол Брендон Ґілберт (англ. Paul Brandon Gilbert; 6 листопада 1966, Карбондейл, Іллінойс, США) — американський гітарист хард-року та хеві-металу. Він є співзасновником гурту Mr. Big, а також був учасником Racer X, з якою випустив кілька альбомів. У 1996 році Ґілберт розпочав сольну кар'єру, для якої він випустив численні сольні альбоми, а також брав участь у численних співпрацях і гостях на альбомах інших музикантів.
Ґілберт був визнаний четвертим найкращим у журналі Guitar One у 2007 році «10 найкращих гітарних шредерів усіх часів». Він також увійшов до списку Guitar World 2008 року «50 найшвидших гітаристів усіх часів».

## Впливи та стиль
Під час інтерв'ю про його музичні та стилістичні впливи Пол Ґілберт згадує багатьох різних виконавців, зокрема: Ренді Роадса, Кіма Мітчелла, Едді Ван Галена, Інґві Мальмстіна, Тоні Айоммі, Алекса Лайфсона, Джиммі Пейджа, Джонні Рамона, Робін Трауер, Ричі Блекмор, Пет Треверс, Ґері Мур, Міхаель Шенкер, Judas Priest, Акіра Такасакі, Стів Кларк, Джимі Гендрікс, KISS і The Ramones. Багато разів Ґілберт заявляв, що його дядько Джимі Кідд відіграв важливу роль у тому, щоб Ґілберт у дитинстві захопився грою на гітарі. Ґілберт виріс великим шанувальником Rush, Тодда Рандґрена, Cheap Trick і The Beatles, виконавців, які часто впливають на його стиль написання пісень. Він заявив на DVD Space Ship Live, що Джордж Гаррісон є одним із його улюблених гітаристів. Журнал Guitar World оголосив його одним із 50 найшвидших гітаристів світу всіх часів разом із Бакетхедом, Едді Ван Галеном та Інгві Мальмстіном.
Пол Ґілберт створює музику в різноманітних стилях, включаючи поп, рок, метал, блюз і фанк. Він найвідоміший завдяки своїй дрібності, стилістичній універсальності та ефективній техніці стакато. Він поєднує в одній фразі техніку швидкого збирання та легато, зазвичай інстинктивно. Навчаючи/демонструючи певну фразу, він повинен думати про те, що він насправді робить своєю правою рукою, щоб пояснити її. Незважаючи на те, що Ґілберт був відомий своєю роботою в стилі важкого металу та швидким ударом правою рукою, з тих пір Ґілберт відмежувався від цього стилю гри, замість цього тяжіючи до блюзу та мелодичних ідей.

## Особисте життя
Ґілберт був одружений з 1993 по 1998 рік на Патрисії Ґілберт (уроджена Паттерсон).
Станом на 2012 рік Ґілберт проживав у Портленді, штат Орегон, зі своєю другою дружиною Емі Ґілберт. Вони одружилися в 2005 році, мають сина 2014 року народження.